# Cultuurfonds Prijs
De Cultuurfonds Prijs, tot 2023 de Prins Bernhard Cultuurfonds Prijs, is een oeuvreprijs van het Het Cultuurfonds (voorheen het Prins Bernhard Cultuurfonds). De prijs wordt uitgereikt "aan een persoon of instelling die zich bijzonder verdienstelijk heeft gemaakt op cultureel gebied". De prijs wordt sinds 2010 jaarlijks uitgereikt door koningin Máxima. De prijs gaat elk jaar naar een ander werkgebied.

## Ontvangers
- 2010: Orkest van de Achttiende Eeuw[1]
- 2011: Anton Corbijn[1][2]
- 2012: Lidewij Edelkoort[1][3]
- 2013: Piet Oudolf[1][4]
- 2014: Johan Simons[1][5]
- 2015: Francine Houben[1][6]
- 2016: Heddy Honigmann[1][7]
- 2017: Geert Mak[8][1]
- 2018: Reinbert de Leeuw[9]
- 2019: Vereniging De Hollandsche Molen[10]
- 2020: ISH Dance Collective[11]
- 2021: Instituut voor natuureducatie en duurzaamheid (IVN)[12]
- 2022: Anne Frank Stichting[13][14]
- 2023: Theatercollectief Female Economy van Adelheid Roosen en Ola Mafaalani[15]
- 2024: Amsterdams Andalusisch Orkest[16]
- 2025 Theater Oostpool